# 日食の一覧

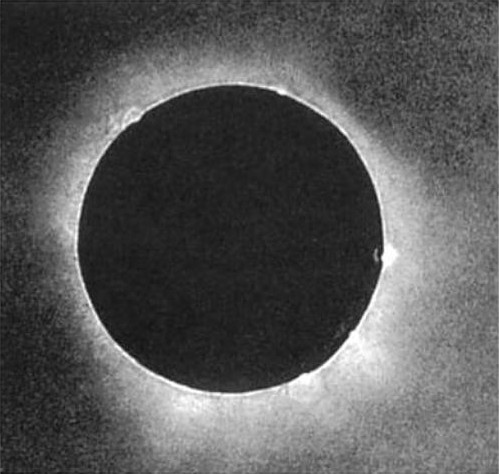
1851年7月28日のケーニヒスベルクにて撮影された世界最初の日食の写真

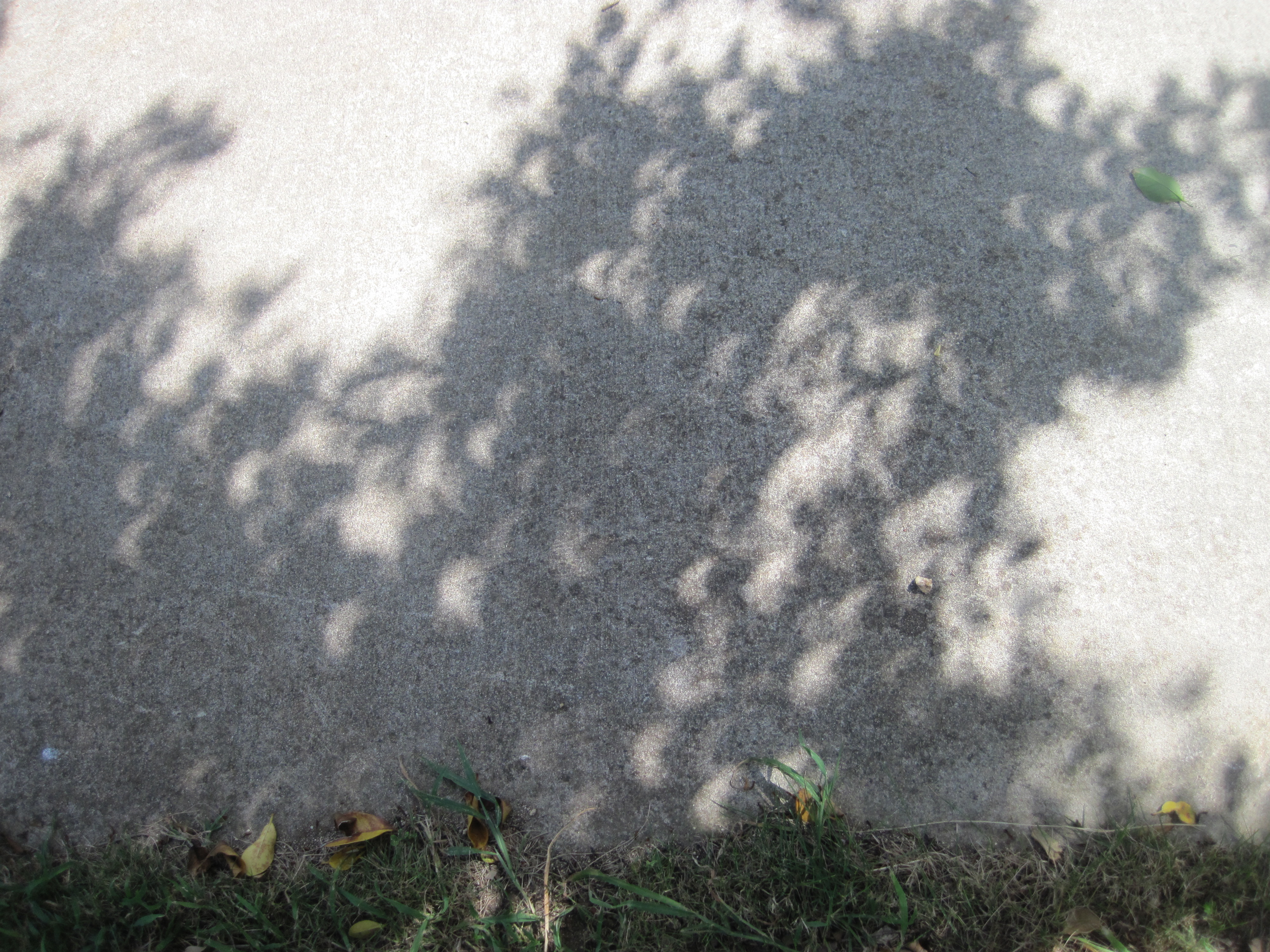
木洩れ日の影、日食で太陽が欠けていることがわかる
2009年7月22日、沖縄県八重山郡

日食の一覧は過去に発生した、あるいは将来発生する日食の一覧である。

## 20世紀以前の日食
現状、20世紀以前については日本国内で観測可能（天候等による不見含む）、または文献等に記録が残っている日食を主に取り上げている。このため、当節では日付・時間が日本時間（JST）となっている。

### 7世紀
628年4月10日（推古天皇36年3月2日）
日本で記録に残っている最古の日食。『日本書紀』の推古36年3月の条に、「三月丁未朔、戊申日有蝕尽之」（三月の丁未の朔、戊申に日、蝕え尽きたること有り）と記録されている（全文は近代デジタルライブラリー内『日本書紀巻二十二』（国史大系本第一巻）の205/300頁にあり）。「日、蝕え尽きたる」は、当時の都である飛鳥京で皆既食が見られたように思わせるが、実際は日本のすぐ南東沖を通過した皆既食で、当時の飛鳥京では食分0.93程度の部分食であった。推古天皇は5日後の4月15日（3月7日）に崩御している。

### 10世紀
959年12月3日（天徳3年11月1日）：皆既食
現在の兵庫県付近に始まり京都を通過して紀伊半島方面に抜けたが、当日は雨で不見。
975年8月10日（天延3年7月1日）：皆既食
『日本紀略』に「天延三年七月一日辛未、（中略）、卯辰刻皆虧 如墨色無光 群鳥飛亂 衆星盡見 詔書大赦天下（以下略）」（天延三年七月一日辛未［975年8月10日］、卯辰の刻に皆虧［午前七時に皆既］、［太陽は］墨色の如くにて光無し。鳥の群れ乱れ飛び、多くの星すべて見えたり。天下に大赦を発布す）と書かれており、他にもこの食を記録した文献は多い。日本の首都で見られた史上初の皆既日食で、大事件であり、朝廷は天下に大赦を発布して、通常は対象にならない死刑囚まで罪を減じられている。中心食は中国の重慶付近で始まり、中国地方から関東地方を通った。京都での食甚は7時48分（京都真太陽時）とされる。

### 11世紀
1073年5月10日（延久5年4月1日）
京都をわずかに外れて皆既食が通った。
1080年12月14日（承暦4年11月1日）：金環食
正見。中国奥地に始まり九州、四国、本州南半分を覆ってアリューシャン列島付近に達する。

### 12世紀
1107年12月16日（嘉承2年11月1日）：金環食
不見。京都で日入帯食。京都のわずか手前で中心食が終わったとする推算結果もある。
1183年11月17日（寿永2年閏10月1日）：金環食
『平家物語』や『源平盛衰記』に記されている水島の合戦のさなかに起こった日食。水島での食分は0.93とされる。陰陽寮を擁する朝廷側の平家はこの日、日食が起こることを知っていて、太陽が欠けていくことに恐れ混乱する木曽源氏に対して戦いを有利に進め平家が勝利したという説もある。以下は、『源平盛衰記』の記述。
「寿永二年閏十月一日（1183年11月17日）、水島にて源氏と平家と合戦を企つ。城の中より 勝ち鼓をうってののしりかかるほどに、天俄（にわか）に曇て、日の光もみえず、闇の夜のごとくなりたれば、源氏の軍兵ども日食とは知らず、いとど東西を失いて、舟を退いていずちともなく風にしたがいてのがれゆく。平氏の兵（つわもの）どもはかねて知りにければ、いよいよ時（の声）をつくりて、重ねて攻め戦う」

### 13世紀
1210年12月18日（承元4年12月1日）：金環食
京都で中心食。山陰沖（島根県隠岐島）で始まり太平洋を横断して北アメリカ西岸沖で終わった。

### 14世紀
1336年9月6日（建武3年/延元元年8月1日）
京都をわずかに外れて皆既食が通った。

### 18世紀
1730年7月15日（享保15年6月1日）：金環食
京都で中心食。中央アジアで始まり東アジアを横断して北太平洋で終わった。
1742年6月3日（寛保2年5月1日）：皆既食
京都で中心食。「皆既如金環、少時衆星見」（皆既にして金環の如し。少しの間星々の見ゆ）とあり、内部コロナが黒い太陽を取り巻いて金環食のように見えたという事か。食はインドシナ半島付近で始まりアリューシャン列島を通過して北米中部に達した。

### 19世紀
1800年4月24日（寛政12年4月1日）
江戸をわずかに外れて金環食が通った。
1839年9月8日（天保10年8月1日）：金環食
江戸で中心食。中部日本で始まり、ハワイのすぐ南を通り南太平洋の南米大陸沖で終わった。
1849年2月23日（嘉永2年2月1日）
江戸をわずかに外れて金環食が通った。
1852年12月11日（嘉永5年11月1日）：皆既食
京都で中心食。中央アジアで始まり、北太平洋で終わった。
1872年6月6日（明治5年5月1日）：金環食
北海道のほぼ中央を中心食帯が通過。広い範囲で見られた。
1882年5月17日：皆既食
日の入り直前、トカラ列島にある宝島で見られた。日の入りの時点では食分は0.1ほどだったので、食の終わりは見られなかった。
1883年10月31日：金環食
北関東から南東北にかけて見られた。食の始めは日の出前だったので、日の出の時点では食分は0.1〜0.2ほどであった。
1887年8月19日：皆既食
北関東から新潟、福島にかけて見られた。新潟県三条の永明寺山で、杉山正治が日本で初めて太陽コロナの写真撮影を成功させる。逓信省は8月11日までに、19日に皆既日食が予想されるため日食の間、灯台は点火することとしたと発表した。
1896年8月9日：皆既食
北海道の北東部から知床半島にかけて見られた。

### 20世紀
1901年5月18日：皆既食
マダガスカル島南部、マレー諸島南部などで見られた。詳細は「1901年5月18日の日食」を参照。
1903年3月29日：金環食
中国北部、ロシア帝国東部、カナダの北極諸島で見られた。詳細は「1903年3月29日の日食」を参照。
1904年3月17日：金環食
ドイツ領東アフリカ、東南アジア、小笠原諸島などで見られた。詳細は「1904年3月17日の日食」を参照。
1904年9月9日：皆既食
ドイツ領ニューギニアのマーシャル諸島、チリ北部で見られた。詳細は「1904年9月9日の日食」を参照。
1905年8月30日：皆既食
カナダ北東部、スペイン北部、北アフリカ、アラビア半島などで見られた。詳細は「1905年8月30日の日食」を参照。
1907年1月14日：皆既食
ロシア帝国南部と中国北部で見られた。詳細は「1907年1月14日の日食」を参照。
1908年1月3日：皆既食
ラリック列島、ギルバート諸島、ライン諸島、フェニックス諸島の数少ない島及びコスタリカで見られた。詳細は「1908年1月3日の日食」を参照。
1910年5月9日：皆既食
南極大陸、オーストラリアのタスマニア州で見られた。詳細は「1910年5月9日の日食」を参照。
1911年4月28日：皆既食
オーストラリア南東端からトンガ、アメリカ領サモア、クック諸島の数少ない島にかけて見られた。詳細は「1911年4月28日の日食」を参照。
1911年10月22日：金環食
中国南西部、ニューギニア島などで見られた。詳細は「1911年10月22日の日食」を参照。
1912年4月17日：金環皆既食
南アメリカ大陸北部、ヨーロッパで見られた。詳細は「1912年4月17日の日食」を参照。
1912年10月10日：皆既食
南アメリカ大陸で見られた。詳細は「1912年10月10日の日食」を参照。
1914年8月21日：皆既食
カナダの北極諸島、グリーンランド、ヨーロッパ北東部、オスマン帝国、ペルシャ、イギリス領インドで見られた。詳細は「1914年8月21日の日食」を参照。
1915年8月11日：金環食
母島列島（全世界唯一見える陸地）で見られた。詳細は「1915年8月10日の日食」を参照。
1916年2月3日：皆既食
コロンビア北部、ベネズエラ北部、フランス領グアドループで見られた。日の出とともに食が始まった。詳細は「1916年2月3日の日食」を参照。
1918年6月9日：皆既食
北大東島北部と鳥島で見られた。日の出とともに食が始まった。詳細は「1918年6月8日の日食」を参照。
1919年5月29日：皆既食
南アメリカ大陸、アフリカ大陸で見られた。この皆既食は、アルベルト・アインシュタインの一般相対性理論が正しいことを実証した日食として有名である。詳細は「1919年5月29日の日食」を参照。
1922年9月21日：皆既食
アフリカの角、オーストラリアなどで見られた。詳細は「1922年9月21日の日食」を参照。
1923年9月10日：皆既食
千島列島の捨子古丹島南東端、アメリカ合衆国カリフォルニア州南西部、メキシコなどで見られた。詳細は「1923年9月10日の日食」を参照。
1925年1月24日：皆既食
北アメリカ大陸の五大湖地域などで見られた（ニューヨークの一部が含まれ、交通への影響もあった）。詳細は「1925年1月24日の日食」を参照。
1926年1月14日：皆既食
アフリカ東部、マレー諸島で見られた。詳細は「1926年1月14日の日食」を参照。
1927年6月29日：皆既食
イギリス、スカンディナヴィア、ソ連北部などで見られた。詳細は「1927年6月29日の日食」を参照。
1929年5月9日：皆既食
スマトラ島、マレー半島、フィリピン諸島などで見られた。詳細は「1929年5月9日の日食」を参照。
1930年4月28日：金環皆既食
アメリカ、カナダ、ニューファンドランドで見られた。詳細は「1930年4月28日の日食」を参照。
1932年8月31日：皆既食
カナダ、アメリカ北東部で見られた。詳細は「1932年8月31日の日食」を参照。
1936年6月19日：皆既食
北海道の北東部から知床半島にかけて見られた。詳細は「1936年6月19日の日食」を参照。
1937年6月8日：皆既食
イギリス領ギルバートおよびエリス諸島、ペルーで見られた。詳細は「1937年6月8日の日食」を参照。
1937年12月3日：金環食
小笠原諸島、マーシャル諸島、ライン諸島の数少ない島で見られた。詳細は「1937年12月2日の日食」を参照。
1940年10月1日：皆既食
南アメリカ大陸北部、南アフリカ連邦で見られた。詳細は「1940年10月1日の日食」を参照。
1941年9月21日：皆既食
八重山列島の全ての島、多良間島、水納島で見られた。詳細は「1941年9月21日の日食」を参照。
1943年2月5日：皆既食
北海道のほぼ中央を中心食帯が通過。広い範囲で見られた。東部ではほぼ日の出と同時に食が始まったが、西部では日の出前だったので日の出の時点では既に食が始まっていた。詳細は「1943年2月4日の日食」を参照。
1944年1月25日：皆既食
ペルー、ブラジル、西アフリカで見られた。詳細は「1944年1月25日の日食」を参照。
1945年7月9日：皆既食
北アメリカ、スカンディナヴィア、ソ連で見られた。詳細は「1945年7月9日の日食」を参照。
1947年5月20日：皆既食
南アメリカ、アフリカで見られた。詳細は「1947年5月20日の日食」を参照。
1948年5月9日：金環食
礼文島起登臼付近で日本の観測陣による観測が実施され、アメリカ人の見物客もあった。食分が1.0に近く、ベイリー・ビーズが黒い太陽の周囲に見える珍しい写真が撮影されている（通常の皆既食では片側のみ見られた）。詳細は「1948年5月9日の日食」を参照。
1951年3月7日：金環食
ニュージーランド、中央アメリカで見られた。世界初めてテレビで生中継された日食。詳細は「1951年3月7日の日食」を参照。
1952年2月25日：皆既食
アフリカ、中東、ソ連などで見られた。詳細は「1952年2月25日の日食」を参照。
1954年6月30日：皆既食
北アメリカ、ヨーロッパ、イラン、パキスタンなどで見られた。詳細は「1954年6月30日の日食」を参照。
1955年6月20日：皆既食
セイロン、インドシナ半島、フィリピン、西太平洋などで見られた。皆既継続時間は1080年6月20日から2150年6月25日まで最も長く、最大7分7.7秒あった。詳細は「1955年6月20日の日食」を参照。
1955年12月14日：金環食
当時アメリカ統治下の琉球列島南部で見られた。金環継続時間は西暦168年12月17日から3080年1月14日まで最も長い。詳細は「1955年12月14日の日食」を参照。
1958年4月19日：金環食
尖閣諸島（当時アメリカ統治下の琉球列島に属した）、薩南諸島、伊豆諸島で見られた。詳細は「1958年4月19日の日食」を参照。
1959年10月2日：皆既食
アメリカ北東部のボストンを含むごく小さい部分、アフリカ北部で見られた。詳細は「1959年10月2日の日食」を参照。
1961年2月15日：皆既食
ヨーロッパ南部、ソ連で見られた。詳細は「1961年2月15日の日食」を参照。
1962年2月5日：皆既食
マレー諸島東部などで見られた。詳細は「1962年2月5日の日食」を参照。
1963年7月21日：皆既食
日本本土で見られた20世紀最後の皆既日食。早朝、北海道の北東部から知床半島にかけて見られた。網走では29秒間の皆既日食が見られた。詳細は「1963年7月20日の日食」を参照。
1965年5月30日：皆既食
ニュージランドの北島からクック諸島のマヌアエ島、フランス領ポリネシアのリーワード諸島、ペルー北西部にかけて見られた。詳細は「1965年5月30日の日食」を参照。
1965年11月23日：金環食
ヒマラヤ山脈、東南アジアなど（世界最高峰エベレストなど8000メートル峰の14座の山うち8座を含む）で見られた。詳細は「1965年11月23日の日食」を参照。
1966年5月20日：金環食
アフリカ、ギリシャ、トルコ、ソ連、中国で見られた。詳細は「1966年5月20日の日食」を参照。
1966年11月12日：皆既食
南アメリカ大陸で見られた。宇宙船ジェミニ12号の搭乗員も宇宙で撮影した。詳細は「1966年11月12日の日食」を参照。
1968年9月22日：皆既食
ソ連、中国の新疆ウイグル自治区で見られた。詳細は「1968年9月22日の日食」を参照。
1970年3月7日：皆既食
メキシコ南東部、アメリカ東海岸、カナダ南東部で見られた。詳細は「1970年3月7日の日食」を参照。
1972年7月10日：皆既食
ソ連北東部、アメリカアラスカ州、カナダで見られた。詳細は「1972年7月10日の日食」を参照。
1973年6月30日：皆既食
アフリカ大陸などで見られた。コンコルド旅客機での空中観測も行われ、皆既食の持続時間が74分に延ばされ、史上最長の観測時間である。詳細は「1973年6月30日の日食」を参照。
1976年4月29日：金環食
アフリカ北西部、ギリシャ南部、中東、ソ連南部、中国西部など（8000メートル峰の14座の山うち5座を含む）で見られた。詳細は「1976年4月29日の日食」を参照。
1977年10月12日：皆既食
コロンビア、ベネズエラで見られた。詳細は「1977年10月12日の日食」を参照。
1979年2月26日：皆既食
北アメリカ大陸北部で見られた。詳細は「1979年2月26日の日食」を参照。
1980年2月16日：皆既食
アフリカ、インド、中国南西部などで見られた。詳細は「1980年2月16日の日食」を参照。
1981年2月4日：金環食
タスマニア島南部、スチュアート島南部などで見られた。詳細は「1981年2月4日の日食」を参照。
1981年7月31日：皆既食
ソ連南部で見られた。詳細は「1981年7月31日の日食」を参照。
1983年6月11日：皆既食
インドネシア南部、パプアニューギニア南部などで見られた。他国からの多くの学者などはインドネシアで観測したが、政府の禁止令によって自分の目で皆既日食を見たインドネシア人が少ない。詳細は「1983年6月11日の日食」を参照。
1984年5月30日：金環食
メキシコ、アメリカ南東部、北アフリカで見られた。詳細は「1984年5月30日の日食」を参照。
1984年11月22日：皆既食
ニューギニア島などで見られた。詳細は「1984年11月22日の日食」を参照。
1987年9月23日：金環食
沖縄本島を中心食帯が通過。沖縄の本部町では中心食帯の中心線が通過したので、完全な同心円の金環が見られた。詳細は「1987年9月23日の日食」を参照。
1988年3月18日：皆既食
日本の陸地では見られなかったが、小笠原諸島の硫黄島東方沖海上で、数隻の大型船の甲板上で見られた。この年以降、海外への日食ツアーが認知され参加者も増えるようになった。詳細は「1988年3月18日の日食」を参照。
1990年7月22日：皆既食
フィンランド南部、ソ連の北極海沿岸などで見られた。詳細は「1990年7月22日の日食」を参照。
1991年7月11日：皆既食
ハワイ島、中央アメリカ（主に太平洋側）、南アメリカ大陸北部などで見られた。詳細は「1991年7月11日の日食」を参照。
1992年6月30日：皆既食
ウルグアイ南東部、ブラジル最南端のごく小さい部分で見られた。詳細は「1992年6月30日の日食」を参照。
1994年5月10日：金環食
北アメリカ大陸、モロッコ北部などで見られた。詳細は「1994年5月10日の日食」を参照。
1994年11月3日：皆既食
南アメリカ大陸で見られた。詳細は「1994年11月3日の日食」を参照。
1995年4月29日：金環食
南アメリカ大陸北部で見られた。詳細は「1995年4月29日の日食」を参照。
1995年10月24日：皆既食
南アジア、インドシナ半島などで見られた。詳細は「1995年10月24日の日食」を参照。
1997年3月9日：皆既食
モンゴルから中国北部、シベリア、アラスカなどで見られた。詳細は「1997年3月9日の日食」を参照。
1998年2月26日：皆既食
南アメリカ大陸北西部、リーワード諸島などで見られた。詳細は「1998年2月26日の日食」を参照。
1998年8月22日：金環食
マレー諸島などで見られた。詳細は「1998年8月22日の日食」を参照。
1999年2月16日：金環食
南アフリカの離島プリンス・エドワード諸島、オーストラリアで見られた。詳細は「1999年2月16日の日食」を参照。
1999年8月11日：皆既食
ヨーロッパから西アジア、南アジアなどで見られた。詳細は「1999年8月11日の日食」を参照。

## 21世紀
2100年までのものについて中心食の場合は経路を主に挙げ、部分食は見られる範囲を示す。日本国内で中心食の観測が可能な日食の日付と、日食の種類のうち「皆既」を太文字表記にしている。データは日食・月食・星食情報データベースを用いた。なお、日付・時間は協定世界時（UTC）を用いている。
| 日付           | 種類      | 食の経路等 |
| -------------- | --------- | --- |
| 2001年6月21日  | 皆既      | アフリカ南部、マダガスカル。 |
| 2001年12月14日 | 金環      | ニカラグア、コスタリカ。 |
| 2002年6月10日  | 金環      | インドネシア、グアム、メキシコなど。 |
| 2002年12月4日  | 皆既      | アフリカ南部、オーストラリア南部。 |
| 2003年5月31日  | 金環      | グリーンランド、アイスランド、フェロー諸島など。 |
| 2003年11月23日 | 皆既      | 南極東部。 |
| 2004年4月19日  | 部分      | 南極東部、アフリカ南部で部分食。 |
| 2004年10月14日 | 部分      | ロシア東部、モンゴル、中国、韓国、日本、ハワイなどで部分食。 |
| 2005年4月8日   | 金環 皆既 | ベネズエラ、コロンビア、パナマなど。 |
| 2005年10月3日  | 金環      | ポルトガル、スペイン、アフリカ。 |
| 2006年3月29日  | 皆既      | アフリカ北部、トルコ、グルジア、ロシア南西部など。詳細は「2006年3月29日の日食」を参照。 |
| 2006年9月22日  | 金環      | ガイアナなど。 |
| 2007年3月19日  | 部分      | アジア、アラスカ西部で部分食。 |
| 2007年9月11日  | 部分      | 南米、南極東部などで部分食。 |
| 2008年2月7日   | 金環      | 南極西部。 |
| 2008年8月1日   | 皆既      | 北極海、グリーンランド、ロシア、モンゴル西部、中国西部など。詳細は「2008年8月1日の日食」を参照。 |
| 2009年1月26日  | 金環      | インド洋、インドネシア西部（スマトラ島南部、ジャワ島西部）、ボルネオ島南部。詳細は「2009年1月26日の日食」を参照。 |
| 2009年7月22日  | 皆既      | インド、中国南部、日本の奄美諸島（無人島も含めると小笠原諸島の火山列島も）などが観測可能域に入った。火山列島周辺では日食観測ツアーのための船舶でも見られた。皆既継続時間は21世紀で最も長く、最大6分44秒あった（データにより異なる値もある）。詳細は「2009年7月22日の日食」を参照。   |
| 2010年1月15日  | 金環      | アフリカ中部、モルディブ、インド南部、スリランカ、ミャンマー。日本でも西日本を中心に部分的に欠ける。詳細は「2010年1月15日の日食」を参照。 |
| 2010年7月11日  | 皆既      | イースター島を含むポリネシア、チリ南部およびアルゼンチン南部。詳細は「2010年7月11日の日食」を参照。 |
| 2011年1月4日   | 部分      | 北アフリカから中東までの広い範囲で部分食。また、ヨーロッパ大陸では日の出直後に食が最大となる。食分は最大0.858。 |
| 2011年6月1日   | 部分      | アイスランド、グリーンランド、アラスカ州、カナダ北部、ロシア沿海州などで部分食。また、日本でも北日本を中心に欠ける。最大の食分は0.601。 |
| 2011年7月1日   | 部分      | 南極大陸で部分食。 |
| 2011年11月25日 | 部分      | 南極大陸、南アフリカ共和国、タスマニア州（オーストラリア）、ニュージーランド南部で部分食。最大の食分は0.905。 |
| 2012年5月20日  | 金環      | 中国南部、日本列島、アメリカ西部などで見られた。日本では九州南部から四国、本州の太平洋側にかけての広い範囲を中心食帯が通過した（同規模の範囲での観測は932年ぶり）。また、アメリカ西部では夕刻の中での観測となり、一部ではそのまま日没を迎えた。詳細は「2012年5月20日の日食」を参照。 |
| 2012年11月13日 | 皆既      | オーストラリア北部（ケアンズ、マリーバなど）で見られた。 |
| 2013年5月10日  | 金環      | オーストラリア北西部で始まり太平洋を赤道付近にかけて通過。ニューギニア島、ソロモン諸島が観測可能域に入った。最大食分0.976。ハワイ島で食分0.472。 |
| 2013年11月3日  | 金環 皆既 | 北米大陸東沖からアフリカ大陸中部を通過。中部アフリカ（ガボン、コンゴ共和国など）、東アフリカ（ウガンダ、ケニア、エチオピアなど）が観測可能域に入った。 |
| 2014年4月29日  | 金環      | 南極大陸で金環食、オーストラリアで部分食が見られた。最大食分0.991。金環食影の中心線が南極上空を通過する非中心食。 |
| 2014年10月23日 | 部分      | シベリア東部から北米の広い範囲で見られた。最大食分0.816。 |
| 2015年3月20日  | 皆既      | グリーンランド、アイスランドの南沖から北極を通過。ユーラシア北西部・北アフリカで部分食が見られた。 |
| 2015年9月13日  | 部分      | アフリカ大陸南端と南極大陸で見られた。 |
| 2016年3月9日   | 皆既      | インドネシアを通過し北太平洋に至る。日本では全国で部分食が見られた。詳細は「2016年3月9日の日食」を参照。 |
| 2016年9月1日   | 金環      | 中部大西洋に始まりアフリカ大陸、マダガスカル島を横断、南インド洋に達する。 |
| 2017年2月26日  | 金環      | 南東太平洋に生起、南アメリカ南部からアフリカ南部に達する。 |
| 2017年8月21日  | 皆既      | 北太平洋中部に始まり北米大陸を横断、中部大西洋で終わる。詳細は「2017年8月21日の日食」を参照。 |
| 2018年2月15日  | 部分      | 南極大陸の大部分と南アメリカ大陸の南部で見られた。 |
| 2018年7月13日  | 部分      | オーストラリアと南極間の海上で見られた。 |
| 2018年8月11日  | 部分      | 北極・ユーラシア大陸の大部分（ヨーロッパ、インドを除く）で見られた。 |
| 2019年1月6日   | 部分      | 日本を含むアジア東部と北太平洋で見られた。詳細は「2019年1月6日の日食」を参照。 |
| 2019年7月3日   | 皆既      | 南太平洋、南米のチリ、アルゼンチンで見られる。 |
| 2019年12月26日 | 金環      | アラビア半島、インド南端、インドネシアを経て北太平洋西部に至る。日本全国で部分食が見られる（東日本では日入帯食）。詳細は「2019年12月26日の日食」を参照。 |
| 2020年6月21日  | 金環      | アフリカ中部、インド北端、中国南部を通過、北太平洋西部で終わる。日本全国で部分食が見られる。詳細は「2020年6月21日の日食」を参照。 |
| 2020年12月14日 | 皆既      | 太平洋西部に始まり南米大陸南部を通過、アフリカ南西岸沖で終わる。 |
| 2021年6月10日  | 金環      | 北アメリカ、北極、シベリア東部を通る。 |
| 2021年12月4日  | 皆既      | 南極大陸の南米側で見られる。 |
| 2022年4月30日  | 部分      | 南太平洋南東部と南米大陸南部で見られる。 |
| 2022年10月25日 | 部分      | 主にユーラシア大陸西部とアフリカ大陸北東岸で見られる。 |
| 2023年4月20日  | 金環 皆既 | 南インド洋からオーストラリア北西岸、インドネシアを経て中部太平洋。九州・四国・東海・関東の南岸でも僅かに欠ける。 |
| 2023年10月14日 | 金環      | 北米大陸西岸沖から北米西部、中米を通過してブラジル沖で終わる。 |
| 2024年4月8日   | 皆既      | 中部太平洋に発し北米大陸東部を北上、ヨーロッパ沖に至る。詳細は「2024年4月8日の日食」を参照。 |
| 2024年10月2日  | 金環      | 中部太平洋から南アメリカ南端を通過、南大西洋で終了。詳細は「2024年10月2日の日食」を参照。 |
| 2025年3月29日  | 部分      | 北米東端、ユーラシア北西部、グリーンランド等で見られる。 |
| 2025年9月21日  | 部分      | ニュージーランド、南極の太平洋側で見られる。 |
| 2026年2月17日  | 金環      | アフリカ大陸南東岸、インド洋、南極で見られる。 |
| 2026年8月12日  | 皆既      | 北極、グリーンランドからイベリア半島に達する。 |
| 2027年2月6日   | 金環      | 南太平洋東部に生起し南米大陸南東部を通ってアフリカ西岸に達する。 |
| 2027年8月2日   | 皆既      | 北大西洋中部からアフリカ北岸、アラビア半島南岸を通過しインド洋に至る。2009年7月22日の皆既食とは同じサロスに属し、最大継続時間は21世紀中で2番目に長い6分23秒。 |
| 2028年1月26日  | 金環      | 太平洋の東端に生起、南アメリカ北部を通過しイベリア半島に達する。 |
| 2028年7月22日  | 皆既      | インド洋に発しオーストラリア、ニュージーランドを横断する。 |
| 2029年1月14日  | 部分      | アラスカを除く北米、中米で見られる。 |
| 2029年6月12日  | 部分      | 北極、アラスカ、グリーンランド、北欧、シベリア北岸で見られる。 |
| 2029年7月11日  | 部分      | 南アメリカ大陸南部とその南の洋上で見られる。 |
| 2029年12月5日  | 部分      | 南極大陸およびその周辺海域。 |
| 2030年6月1日   | 金環      | 北アフリカに発し、地中海、ユーラシア中央部、日本の北海道で中心食の他、日本全土で部分食。三陸はるか沖で終わり。2012年5月21日の金環食とは同じサロスに属する。詳しくは「2030年6月1日の日食」を参照。                                                                                    |
| 2030年11月25日 | 皆既      | 南アフリカ、南インド洋、オーストラリアを通る。 |
| 2031年5月21日  | 金環      | アフリカ南部からインド南端を経てインドネシアに達する。鹿児島県南部以南でも部分食が見られる。 |
| 2031年11月14日 | 金環 皆既 | 北西太平洋に始まり赤道付近を経過してパナマ付近に達する。 |
| 2032年5月9日   | 金環      | 南極大陸周辺海域を通過し、南米大陸南部とアフリカ大陸南部で部分食が見られる。 |
| 2032年11月3日  | 部分      | ヨーロッパ・シベリア東部を除くユーラシアで見られる。日本は関東から北で日入帯食。 |
| 2033年3月30日  | 皆既      | ベーリング海峡から北極にかけて起こり、北米大陸、シベリア東端とグリーンランドで部分食が見られる。 |
| 2033年9月23日  | 部分      | 南極大陸の一部と南米大陸南部で見られる。 |
| 2034年3月20日  | 皆既      | 南米東沖からアフリカ中部、アラビア半島を通り中国奥地で終わる。 |
| 2034年9月12日  | 金環      | 太平洋東部に始まり、南米大陸を横断して南大西洋で終わる。 |
| 2035年3月9日   | 金環      | オーストラリア南方洋上に生起しニュージーランドを通過、南米西沖で終わる。 |
| 2035年9月2日   | 皆既      | 中国奥地から日本を横断、太平洋東部で終わる。日本では能登半島と茨城県を結ぶ一帯で中心食が見られる他、全国で部分食。1970年頃までの古い書籍では東京を中心食が通るように書いてあるが、東京は食分0.992で部分食。詳細は「2035年9月2日の日食」を参照。                                      |
| 2036年2月27日  | 部分      | 主に南極大陸とニュージーランドで見られる。 |
| 2036年7月23日  | 部分      | アフリカ大陸と南極大陸の間の海域。 |
| 2036年8月21日  | 部分      | 北アメリカ北部、グリーンランド、西ヨーロッパ等で見られる。 |
| 2037年1月16日  | 部分      | ヨーロッパ、西アジア、北アフリカで見られる。 |
| 2037年7月13日  | 皆既      | 南インド洋に始まり、オーストラリアを横断、ニュージーランド北部を通る。 |
| 2038年1月5日   | 金環      | キューバ付近に始まり南米大陸北東沖を通過、アフリカに上陸してエジプト付近で終わる。 |
| 2038年7月2日   | 金環      | 南米大陸北端付近に生起し、大西洋を横断してアフリカ大陸北部を横断、アフリカ北東岸で終わる。 |
| 2038年12月26日 | 皆既      | インド洋に発し、オーストラリア南部を横断、ニュージーランドを通って南太平洋で終わる。 |
| 2039年6月21日  | 金環      | 北太平洋からアラスカ、グリーンランド、スカンディナヴィアを通過し東ヨーロッパに達する。 |
| 2039年12月15日 | 皆既      | 南極大陸とロス海付近で見られる。 |
| 2040年5月11日  | 部分      | 南極大陸の一部とオーストラリア大陸の東半分で見られる。 |
| 2040年11月4日  | 部分      | 北米・中米の大部分と南米の北端で見られる。 |
| 2041年4月30日  | 皆既      | 南大西洋西部に起こり中部アフリカを横断、インド洋で終わる。 |
| 2041年10月25日 | 金環      | モンゴル付近から始まり日本の北陸地方から中部地方、東海地方、伊豆諸島を通過して太平洋西部で終わる。前記の所で中心食の他、日本全国で部分食。 |
| 2042年4月20日  | 皆既      | インド洋から起こりインドネシア、フィリピンを通り日本の南東沖から北米西岸沖に達する。日本の陸地では伊豆鳥島で中心食が見られる。日本全国で部分食となる。 |
| 2042年10月14日 | 金環      | ベンガル湾に始まりマレー半島、ボルネオ島、オーストラリア大陸、ニュージーランドを通って南太平洋で終わる。日本では屋久島・種子島以南で部分食。 |
| 2043年4月9日   | 皆既      | 本影中心線がカムチャツカ半島とシベリア東部上空を通る非中心食。北アメリカ北西部、グリーンランド等で部分食が見られる。 |
| 2043年10月3日  | 金環      | 食影の中心がアフリカ大陸と南極大陸の間の海上を通過する非中心食。南極大陸の大部分とオーストラリア等で部分食。 |
| 2044年2月28日  | 金環      | 南極大陸と南米大陸間の海域で中心食。両大陸の広範囲で部分食が見られる。 |
| 2044年8月22日  | 皆既      | グリーンランドから北アメリカに中心食。シベリアでも部分食が見られる。 |
| 2045年2月16日  | 金環      | オーストラリア大陸南方海上からニュージーランドを通りメキシコ沖に達する。 |
| 2045年8月12日  | 皆既      | 北太平洋に始まりアメリカ合衆国を横断して南アメリカ大陸北東岸を通り大西洋に達する。 |
| 2046年2月6日   | 金環      | ニューギニア付近に発し太平洋を横断して北アメリカ西岸に達する。日本では北海道北端を除き部分食となる（東北地方以南は日出帯食）。 |
| 2046年8月2日   | 皆既      | ブラジル東端から起こり大西洋を横断してアフリカ大陸南部を斜走、南インド洋で終わる。 |
| 2047年1月26日  | 部分      | 日本を含むアジア東部、東南アジア、ベーリング海峡方面で見られる。 |
| 2047年6月23日  | 部分      | 北極、シベリア、北アメリカ北部で見られる。 |
| 2047年7月22日  | 部分      | オーストラリア大陸南東端、ニュージーランドとその周辺海域。 |
| 2047年12月16日 | 部分      | 南米大陸南端と南極大陸及びその周辺海域。 |
| 2048年6月11日  | 金環      | アメリカ合衆国中部から始まり、グリーンランド南端からアイスランドを通ってスカンディナヴィア、東ヨーロッパを経てパキスタン付近で終わる。 |
| 2048年12月5日  | 皆既      | 南太平洋から南アメリカ南部を通過し、南大西洋を横断してアフリカ大陸南部で終わり。 |
| 2049年5月31日  | 金環      | ペルー沖で生起し南アメリカ大陸北部を横断し、西アフリカに上陸してギニア湾北岸を通り、アフリカ大陸中央で終了。 |
| 2049年11月25日 | 金環 皆既 | 紅海付近で始まり、北インド洋を横断、インドネシアを通過して西太平洋へ。日本全国で部分食が見られる（東日本・北日本は日入帯食）。 |
| 2050年5月20日  | 金環 皆既 | 南極海から南太平洋を通り、チリ南岸沖で終わり。 |
| 2050年11月14日 | 部分      | 北アメリカ東部、北大西洋、ヨーロッパ、北アフリカで見られる。 |
| 2051年4月11日  | 部分      | ヨーロッパを除くユーラシアのほぼ全域とアラスカ方面。日本でも本州太平洋岸、沖縄諸島を除いて見られる。 |
| 2051年10月4日  | 部分      | 南極大陸の太平洋側とオーストラリア大陸の東岸、ニュージーランドで見られる。 |
| 2052年3月30日  | 皆既      | 中部太平洋に始まりメキシコからメキシコ湾岸を通過、北大西洋東部で終わる。 |
| 2052年9月22日  | 金環      | インドネシアから始まってオーストラリア・ニューギニア間を通り、南西太平洋に達する。 |
| 2053年3月20日  | 金環      | 南アフリカ沖に始まりインド洋を横断、インドネシアからニューギニアに達する。 |
| 2053年9月12日  | 皆既      | 中部大西洋からアフリカ大陸北岸沿いにアラビア半島、アラビア海、インド半島沖、スマトラ島。 |
| 2054年3月9日   | 部分      | 南極大陸の大西洋側と南大西洋、アフリカ大陸南方洋上で見られる。 |
| 2054年8月3日   | 部分      | 南極半島の西側海域で見られる。 |
| 2054年9月1日   | 部分      | ユーラシア北東部と北アメリカ北西部及び北太平洋北部。 |
| 2055年1月27日  | 部分      | アラスカを除く北アメリカ及びメキシコで見られる。 |
| 2055年7月24日  | 皆既      | 南大西洋で始まりアフリカ南端を通過して南インド洋、南氷洋。 |
| 2056年1月16日  | 金環      | 小笠原諸島南東洋上からハワイ諸島南方の太平洋を横断し北アメリカ大陸南部で終わる。日本では根室でかろうじて日出帯食。 |
| 2056年7月12日  | 金環      | ソロモン諸島北東洋上に始まりハワイ諸島南方の太平洋を横断し、中米沖沿いに進んで南米アマゾン川上流域で終わる。 |
| 2057年1月5日   | 皆既      | ブラジル沿岸沖で始まりアフリカ大陸南沖からインド洋に入ってインドネシア南沖で終わり。 |
| 2057年7月2日   | 金環      | 中国奥地に始まり西シベリア、北極海から北米大陸を斜走して北米東部に達する。日本全域で部分食。 |
| 2057年12月26日 | 皆既      | 南極大陸を通る。 |
| 2058年5月22日  | 部分      | 南極大陸と南アメリカ大陸間の海域で見られる。 |
| 2058年6月20日  | 部分      | グリーンランド、北極海、北ヨーロッパ等で見られる。 |
| 2058年11月16日 | 部分      | 東アジア、北西太平洋。日本では全国で見られる。 |
| 2059年5月11日  | 皆既      | 南太平洋中部で始まりブラジル東部で終了する。 |
| 2059年11月5日  | 金環      | ビスケー湾沖から地中海、紅海沿いにインド洋に出てスマトラ島付近で終了。 |
| 2060年4月30日  | 皆既      | ブラジル東端から北西アフリカ、中央アジア、中国中部に達する。 |
| 2060年10月24日 | 金環      | 西アフリカ南部から南アフリカを斜走、南インド洋を通過してオーストラリア大陸南西沖で終わる。 |
| 2061年4月20日  | 皆既      | 黒海・カスピ海間で始まり欧州ロシアを北上して北極海に入る。 |
| 2061年10月13日 | 金環      | 南アメリカ大陸南端から南極半島を経て終了。 |
| 2062年3月11日  | 部分      | 南極大陸の太平洋側、インド洋側、オーストラリア大陸東側、ニュージーランド。 |
| 2062年9月3日   | 部分      | アジア全域、北欧、北極地方。日本では一般に日入帯食。 |
| 2063年2月28日  | 金環      | 南大西洋からインド洋を通りインドネシア、フィリピンに達して終わる。西日本西部で日入帯食となる。 |
| 2063年8月24日  | 皆既      | 中国奥地で始まりモンゴル、北日本を通って太平洋南東部で終わる。津軽海峡を挟み青森県や渡島半島で中心食が見られ、日本全国で部分食となる。 |
| 2064年2月17日  | 金環      | アフリカ大陸西部で始まりインドを経て中国東北部で終わる。日本では日入帯食。 |
| 2064年8月12日  | 皆既      | 中部太平洋で始まり南米大陸南部を通過して南大西洋で終了する。 |
| 2065年2月5日   | 部分      | 北アフリカ、ヨーロッパ、北東大西洋等で見られる。 |
| 2065年7月3日   | 部分      | 北ヨーロッパ、シベリア北部。 |
| 2065年8月2日   | 部分      | 南極大陸のインド洋沿岸部、南インド洋の海域。 |
| 2065年12月27日 | 部分      | 南極大陸全域とオーストラリア大陸南部で見られる。 |
| 2066年6月23日  | 金環      | 千島列島から始まってアラスカ、北米の北極海沿岸を通り北大西洋東部で終わる。北海道で南西部を除いて日出帯食。 |
| 2066年12月16日 | 皆既      | インド洋東部に発しオーストラリア大陸南西端、ニュージーランド南端沖を通過し太平洋東部で終わる。 |
| 2067年6月11日  | 金環      | ソロモン諸島北東洋上に始まりハワイ諸島南方の太平洋を横断し、中米沖沿いに進んで南米アマゾン川源流域で終わる。 |
| 2067年12月6日  | 金環 皆既 | 中米から南米北東岸を進み大西洋を通って北アフリカで終わる。 |
| 2068年5月31日  | 皆既      | 南インド洋で始まってオーストラリア大陸南部を通り、ニュージーランド南島付近で終了する。 |
| 2068年11月24日 | 部分      | 北太平洋と北アメリカ大陸（東部を除く）。 |
| 2069年4月21日  | 部分      | 北米北東部、グリーンランド、北極、ユーラシア（東部・南部を除く）。 |
| 2069年5月21日  | 部分      | 南極半島と南米大陸間の海域で見られる。 |
| 2069年10月15日 | 部分      | 南極半島付近を除く南極大陸で見られる。 |
| 2070年4月11日  | 皆既      | インド南端付近に始まり東南アジア、南西諸島・日本の南海上を通って北東太平洋で終わる。日本の陸地では須美寿島で中心食。日本全国で部分食となる。 |
| 2070年10月4日  | 金環      | アフリカ西岸沖から始まり大陸を横断してインド洋を進み、オーストラリア南方洋上で終わり。 |
| 2071年3月31日  | 金環      | 南東太平洋上に起こり南アメリカ大陸、大西洋を横断してアフリカ西部で終わる。 |
| 2071年9月23日  | 皆既      | 北太平洋東部で始まり、メキシコ、メキシコ湾、南アメリカ大陸北東岸を通過して大西洋で終わる。 |
| 2072年3月19日  | 部分      | 南極大陸と南氷洋の太平洋側及び南米大陸南部。 |
| 2072年9月12日  | 皆既      | 北極からシベリア東部に進む。ユーラシアの大部分で部分食が見られる。西日本で日入帯食。 |
| 2073年2月7日   | 部分      | 日本全域、ユーラシア東部、北太平洋、アラスカの西部で見られる。 |
| 2073年8月3日   | 皆既      | 南太平洋に始まり南アメリカ大陸南端を通り、南極半島近海の南氷洋で終わる。 |
| 2074年1月27日  | 金環      | 北アフリカ中央で始まりアラビア海、スリランカ、ベンガル湾、インドシナ、中国南部、九州南端を通って紀伊半島沖で終わる。日本のほぼ全域で日入帯食。 |
| 2074年7月24日  | 金環      | インド南沖に始まりマレー・インドシナ半島、フィリピンを通過し南太平洋中部で終わり。 |
| 2075年1月16日  | 皆既      | 南太平洋中部から南アメリカ大陸を横断し、ブラジル沖で終わる。 |
| 2075年7月14日  | 金環      | 地中海西端で始まりヨーロッパ、ロシア、樺太を通って北太平洋中部で終了する。日本全体で部分食。 |
| 2076年1月6日   | 皆既      | 南極大陸の太平洋側で見られる。 |
| 2076年6月1日   | 部分      | 南アメリカ大陸の南部とその南方海上で見られる。 |
| 2076年7月1日   | 部分      | アラスカを含む北米の北極海沿岸と北極等で見られる。 |
| 2076年11月26日 | 部分      | ヨーロッパのほぼ全域と北アフリカ、西アジアで見られる。 |
| 2077年5月22日  | 皆既      | 南インド洋に始まりオーストラリア大陸を北東に斜走、中部太平洋に終わる。 |
| 2077年11月15日 | 金環      | 北アメリカ西岸に始まりメキシコ湾、カリブ海を南下、南アメリカ北部を通ってアフリカ西岸沖で終わる。 |
| 2078年5月11日  | 皆既      | 中部太平洋から始まりメキシコからアメリカ合衆国南東部、北大西洋を通り、北アフリカ近海で終了。 |
| 2078年11月4日  | 金環      | 太平洋東部に始まり南アメリカ南部を横断、南大西洋で終わる。 |
| 2079年5月1日   | 皆既      | 北アメリカ東岸から始まりグリーンランド、北極に至る。 |
| 2079年10月24日 | 金環      | ニュージーランドで始まり南極大陸で終わる。 |
| 2080年3月21日  | 部分      | アフリカ大陸南部、マダガスカル島、南極大陸のアフリカ・大西洋側で見られる。 |
| 2080年9月13日  | 部分      | ヨーロッパ、アフリカ北西部、北極、グリーンランド、北米北岸。 |
| 2081年3月10日  | 金環      | 南アメリカ、アフリカで見られる。 |
| 2081年9月3日   | 皆既      | 北大西洋で始まりヨーロッパ、西アジア、アラビア海を通過してインドネシア付近に達する。日本では沖縄諸島で日入帯食。 |
| 2082年2月27日  | 金環      | ペルー沖で始まり南アメリカ北部を横断、イベリア半島からヨーロッパ中部に達する。 |
| 2082年8月24日  | 皆既      | スマトラ島付近からボルネオ島、パプアニューギニアを通過して南太平洋で終わり。日本では大阪府と島根県を結ぶ線以南が部分食となる。 |
| 2083年2月16日  | 部分      | 北アメリカ大陸のほぼ全域。 |
| 2083年7月15日  | 部分      | グリーンランド南部で見られる。 |
| 2083年8月13日  | 部分      | 南アメリカ大陸の南側と南大西洋、南極大陸沿岸。 |
| 2084年1月7日   | 部分      | 南極大陸とその周辺海域。 |
| 2084年7月3日   | 金環      | ロシア西部から始まり北極を通ってアラスカから北アメリカ西岸で終わる。北海道と青森県で部分食。 |
| 2084年12月27日 | 皆既      | 南アメリカ大陸南東の大西洋に起こり、アフリカ沖、インド洋を通過してインドネシア南沖で終わり。殆ど陸を通らない。 |
| 2085年6月22日  | 金環      | アラビア海に始まってインド南部、ベンガル湾、東南アジアから中国南部を経て太平洋中部で終了する。中心食が日本の久米島、沖縄本島、南大東島等を通る他、日本全国で部分食。 |
| 2085年12月17日 | 金環      | フィリピン東方海上で始まり太平洋を横断してメキシコ西岸で終わり。殆ど海上を通過。東海地方東部、関東、東北地方の太平洋岸で日出帯食。 |
| 2086年6月11日  | 皆既      | 南大西洋西部で始まりアフリカ大陸南部を通って南インド洋で終了する。 |
| 2086年12月6日  | 金環      | 中心食がシベリアの上空を通過する非中心食。シベリア北部を除くアジアで広く見られる。日本でも全域で見られるが西日本西部を除いて日入帯食。 |
| 2087年5月2日   | 部分      | 北極、北欧、シベリア東部、北米大陸北部。 |
| 2087年6月1日   | 部分      | オーストラリア大陸と南極大陸間の海域とニュージーランド南島で見られる。 |
| 2087年10月26日 | 部分      | 南アメリカ大陸南部、南極大陸の大部分と周辺海域。 |
| 2088年4月21日  | 皆既      | ブラジル北東沖で始まり北アフリカ西部、地中海、中央アジア、中国西部。 |
| 2088年10月14日 | 金環      | 東太平洋南部から南アメリカ南部を通ってアフリカ大陸南沖で終わる。 |
| 2089年4月10日  | 金環      | オーストラリア南東部で始まり、太平洋を横断してガラパゴス諸島近海で終わる。 |
| 2089年10月4日  | 皆既      | 中国南部に起こり太平洋を南寄りに斜走、南西部で終わる。日本の宮古島北部で中心食の他、日本全国で部分食が見られる。 |
| 2090年3月31日  | 部分      | オーストラリア側の南極大陸とオーストラリア東部で見られる。 |
| 2090年9月23日  | 皆既      | 北極で始まりグリーンランド西岸から西ヨーロッパに達して終わる。 |
| 2091年2月18日  | 部分      | ヨーロッパ、ロシア西部、北アフリカ等で見られる。 |
| 2091年8月14日  | 皆既      | オーストラリア大陸と南極大陸間の海上で始まり、ロス海で終わる。 |
| 2092年2月7日   | 金環      | 東太平洋のメキシコ沖で始まり、南アメリカ北端を抜けて大西洋を横断、北アフリカで終わる。 |
| 2092年8月3日   | 金環      | 中部大西洋に発しアフリカ大陸を横断、インド洋東部で終了する。 |
| 2093年1月27日  | 皆既      | マダガスカル島沖のインド洋で始まりオーストラリア南東部を通過して中部太平洋で終わる。 |
| 2093年7月23日  | 金環      | 北アメリカ大陸東部で始まり、北大西洋、イギリス、ヨーロッパ、西アジアを通ってパキスタン・インド国境付近で終了。 |
| 2094年1月16日  | 皆既      | 南氷洋と南極大陸で見られる。 |
| 2094年6月12日  | 部分      | ニュージーランド南東沖の南太平洋西部と南氷洋で見られる。 |
| 2094年7月12日  | 部分      | ロシア、アラスカ、カナダ、グリーンランド等で見られる。 |
| 2094年12月7日  | 部分      | 北アメリカ、中央アメリカ北部で見られる。 |
| 2095年6月2日   | 皆既      | 南大西洋に始まりアフリカ大陸南部を通過してインド洋で終わる。 |
| 2095年11月27日 | 金環      | 北京付近に始まり日本の中国地方、四国地方、紀伊半島南西部を通って東太平洋で終わる。前記で中心食の他、日本全国で部分食。 |
| 2096年5月22日  | 皆既      | ボルネオ島南西沖から始まりインドネシアを通過、北太平洋を通って北米沖で終わる。日本では部分食が見られる。 |
| 2096年11月15日 | 金環      | 南シナ海で始まりインドネシア、ニューギニア、オーストラリア大陸北東沿岸、ニュージーランド北端を通って南太平洋東部で終わり。西日本、沖縄等で部分食が見られる。 |
| 2097年5月11日  | 皆既      | 北太平洋中部で始まりアラスカ、北極を通ってスカンディナヴィア北端に達する。 |
| 2097年11月4日  | 金環      | 南インド洋西部から始まって南極大陸を通り南極半島付近で終わり。 |
| 2098年4月1日   | 部分      | 南アメリカ大陸（北部を除く）南極大陸の太平洋側、南東太平洋で見られる。 |
| 2098年9月24日  | 部分      | シベリア東部、北極、北東太平洋、北アメリカ大陸西部で見られる。 |
| 2098年10月24日 | 部分      | 南米大陸南西海上でわずかに欠ける。 |
| 2099年3月21日  | 金環      | オーストラリアと南極の間の海上で始まり、南大西洋を進んで中米の西海上で終わる。ほとんど陸を通らない。 |
| 2099年9月14日  | 皆既      | アラスカ南方洋上で生起し、北アメリカ大陸を横断して大西洋を南下し西アフリカ南沖で終了する。 |
| 2100年3月10日  | 金環      | ヨーク岬半島付近で生起し、ハワイ諸島を通過、北アメリカの五大湖西方で終了する。南九州で日出帯食。 |
| 2100年9月4日   | 皆既      | 西アフリカ西岸付近で起こり、アフリカ大陸を南東に斜走、マダガスカル島を通ってインド洋に入り、オーストラリア南西洋上で終わる。 |